# Tetarteron
El tetarteron (en griego: [νόμισμα] τεταρτηρόν: , "cuarto [moneda]") era un término bizantino aplicado a dos monedas diferentes. Una de oro que circuló desde los años 960 hasta el año 1092 en paralelo al histamenon, y una moneda de cobre utilizada desde el año 1092 hasta la segunda mitad del siglo XIII.

## Moneda de oro

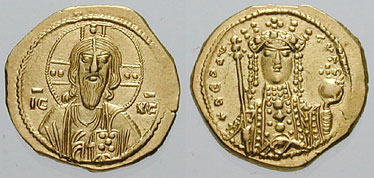
Tetarteron de oro del reinado único de la Emperatriz Theodora (r. 1055–1056).

Desde el emperador Constantino I (r. 306–337), la moneda principal del Imperio bizantino había sido el solidus o nomisma de alta calidad, la cual se había mantenido igual en peso y contenido de oro durante siglos. El Emperador Nicéforo II Focas (r. 963–969), sin embargo, introdujo una nueva moneda que era de 2 quilates (es decir, aproximadamente 1⁄12, a pesar de su nombre) más ligera que la nomisma original, la cual ahora se conoce como el histamenon.
La razón exacta de la introducción del tetarteron todavía se desconoce. Según el historiador Zonaras, esto se hizo para aumentar los ingresos estatales: los impuestos debían pagarse como antes usando el histamenon, mientras que el estado pagó sus propios gastos en el tetarteron el cual era menos valioso. Este sin embargo, se calificó oficialmente como igual al histamenon completo, en cambio. Los académicos modernos han sugerido, alternativamente, que el tetarteron era una imitación del dinar de oro musulmán, para su uso en las provincias orientales recientemente conquistadas por los árabes, o tal vez fue un elemento de una reforma monetaria abortiva que tenía la intención de reemplazar el histamenon por completo. De todas maneras, el tetarteron fue emitido solo en cantidades pequeñas durante el siglo X, y solo a partir de mediados del siglo XI se acuñó en cantidades equiparables al histamenon.
Inicialmente, las dos monedas eran prácticamente indistinguibles, excepto en el peso. Durante el reinado más tardío de Basilio II (r. 976–1025), el tetarteron empezó a ser acuñado en una moneda más gruesa y más pequeña, mientras que el histamenon, en cambio, se acuñaba en una moneda más delgada ancha. Solo durante el reinado único de Constantino VIII (r. 1025–1028), las dos monedas también se hicieron iconográficamente distintas. . A mediados del siglo XI, el tetarteron midió 18 mm de ancho y tuvo un peso aparentemente estandarizado de 3.98 gramos, tres quilates menos que el histamenon, el cual para entonces media 25 mm de diámetro (en comparación con los 20 mm del original solidus) y este adquirió una forma ligeramente cóncava (escifato). Sin embargo, cuando comenzó el gobierno de Miguel IV (r. 1034–1041), quien era un antiguo prestamista de dinero, el contenido de oro comenzó a reducirse cada vez más y las monedas se rebajaron. Después de un período de relativa estabilidad alrededor de los años 1055-1070, el contenido de oro disminuyó drásticamente en el período de crisis entre los años 1070 y 1080.

## Moneda de cobre

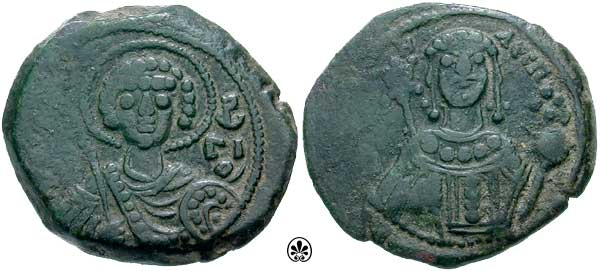
Tetarteron de cobre del Emperador Manuel I Comneno (r. 1143–1180).

En 1092, Alejo I Comneno (r. 1081–1118) reformó la moneda bizantina, introduciendo la moneda de oro hyperpyron en lugar de la devaluadas histamenon y tetarteron. Alejo también instituyó una nueva moneda de cobre (aunque muchos de los primeros ejemplos fueron de plomo) para reemplazar el viejo follis. Aparentemente debido a sus dimensiones y tejido similares al tetarteron dorado, también se le llamó tetarteron o tarteron. Sin embargo, también se ha sugerido que su nombre se deriva del hecho de que vale un cuarto del follis tardío y degradado de la década de 1080. La nueva moneda, plana, con un peso de alrededor de 4 gramos y valorada (al menos inicialmente) en 864 por el hyperpyron de oro, fue acuñada en grandes cantidades y en una gran variedad de diseños; especialmente en el siglo XII. También se acuñó un medio tetarteron. Ambas monedas se mantuvieron relativamente estables en peso, pero comenzaron a aparecer con menos frecuencia a principios del siglo XIII.
En el siglo XIII, los gobernantes del Imperio de Tesalónica emitieron la tetartera de cobre en los años 1230 y 1240, así como el Imperio de Nicea (1204-1261). En el Imperio bizantino restaurado, a partir de 1261, parecen haber sido reemplazados por un nuevo tipo de monedas de cobre llamadas assaria en honor a las antiguas monedas romanas.